# Campeonato Sergipano 2024
In 2024 werd het 101ste Campeonato Sergipano gespeeld voor voetbalclubs uit de Braziliaanse staat Sergipe. De competitie werd georganiseerd door de FSF en werd gespeeld van 13 januari tot 14 april. Confiança werd kampioen.

## Eerste fase
| Plaats | Club               | Wed. | Wa | G | V | Saldo | Ptn. |
| ------ | ------------------ | ---- | -- | - | - | ----- | ---- |
| 1.     | Confiança          | 9    | 7  | 0 | 2 | 16:6  | 21   |
| 2.     | Sergipe            | 9    | 6  | 2 | 1 | 12:4  | 20   |
| 3.     | Lagarto            | 9    | 5  | 3 | 1 | 15:9  | 18   |
| 4.     | Itabaiana          | 9    | 4  | 2 | 3 | 12:10 | 14   |
| 5.     | Dorense            | 9    | 4  | 1 | 4 | 10:12 | 13   |
| 6.     | Falcon             | 9    | 3  | 3 | 3 | 11:13 | 12   |
| 7.     | América de Propriá | 9    | 3  | 2 | 4 | 13:10 | 11   |
| 8.     | Carmópolis         | 9    | 2  | 2 | 5 | 6:10  | 8    |
| 9.     | Olímpico           | 9    | 2  | 1 | 6 | 7:12  | 7    |
| 10.    | Gloriense          | 9    | 1  | 0 | 8 | 6:22  | 3    |

|  | Geplaatst voor derde fase  |
|  | Geplaatst voor tweede fase |
|  | Degradatie play-off        |

## Tweede fase
In geval van gelijkspel worden strafschoppen genomen, tussen haakjes weergegeven. 
| Team #1   | Tot.        | Team #2 | 1ste wed | 2de wed |
| --------- | ----------- | ------- | -------- | ------- |
| Lagarto   | 1 - 1 (4-1) | Falcon  | 0 - 0    | 1 - 1   |
| Itabaiana | 3 - 1       | Dorense | 1 - 1    | 2 - 0   |

## Derde fase
In geval van gelijkspel worden strafschoppen genomen, tussen haakjes weergegeven
|  | halve finale | halve finale | halve finale | halve finale |  |           | finale | finale | finale | finale |
|  |              |              |              |              |  |           |        |        |        |        |
|  |              |              |              |              |  |           |        |        |        |        |
|  | Confiança    | 2            | 1            | 3            |  |           |        |        |        |        |
|  | Itabaiana    | 2            | 0            | 2            |  |           |        |        |        |        |
|  |              |              |              |              |  | Confiança | 1      | 0      | 1 (5)  |        |
|  |              |              |              |              |  | Sergipe   | 1      | 0      | 1 (4)  |        |
|  | Sergipe      | 1            | 1            | 2 (4)        |  |           |        |        |        |        |
|  | Lagarto      | 1            | 1            | 2 (3)        |  |           |        |        |        |        |

## Degradatie play-off
| Team #1            | Tot.  | Team #2   | 1ste wed | 2de wed |
| ------------------ | ----- | --------- | -------- | ------- |
| Carmópolis         | 4 - 2 | Olímpico  | 4 - 1    | 0 - 1   |
| América de Propriá | 3 - 2 | Gloriense | 1 - 1    | 2 - 1   |

## Totaalstand
| Plaats | Club               | Wed. | W | G | V | Saldo | Ptn. |
| ------ | ------------------ | ---- | - | - | - | ----- | ---- |
| 1.     | Confiança          | 13   | 8 | 3 | 2 | 20:9  | 27   |
| 2.     | Sergipe            | 13   | 6 | 6 | 1 | 15:7  | 24   |
| 3.     | Lagarto            | 13   | 5 | 7 | 1 | 18:12 | 22   |
| 4.     | Itabaiana          | 13   | 5 | 4 | 4 | 17:14 | 19   |
| 5.     | Dorense            | 11   | 4 | 2 | 5 | 11:15 | 14   |
| 6.     | Falcon             | 11   | 3 | 5 | 3 | 12:14 | 14   |
| 7.     | América de Propriá | 11   | 4 | 3 | 4 | 16:12 | 15   |
| 8.     | Carmópolis         | 11   | 3 | 2 | 6 | 10:12 | 11   |
| 9.     | Olímpico           | 11   | 3 | 1 | 7 | 9:16  | 10   |
| 10.    | Gloriense          | 11   | 1 | 1 | 9 | 8:25  | 4    |

|  | Kampioen, geplaatst voor Copa do Brasil 2025 en de Copa do Nordeste 2025                |
|  | Vicekampioen, geplaatst voor Copa do Brasil 2025, Copa do Nordeste 2025 en Série D 2025 |
|  | Geplaatst voor Série D 2025                                                             |
|  | Uitgeschakeld in halve finale                                                           |
|  | Degradatie                                                                              |

### Kampioen
| Campeonato Sergipano de 2024 - Série A1 |
| Sergipe                                 |
| --------------------------------------- |
| CONFIANÇA Kampioen (23° titel)          |

1918 · 1919 · 1920 · 1921 · 1922 · 1923 · 1924 · 1925 · 1926 · 1927 · 1928 · 1929 · 1930 · 1931 · 1932 · 1933 · 1934 · 1935 · 1936 · 1937 · 1938 · 1939 · 1940 · 1941 · 1942 · 1943 · 1944 · 1945 · 1946 · 1947 · 1948 · 1949 · 1950 · 1951 · 1952 · 1953 · 1954 · 1955 · 1956 · 1957 · 1958 · 1959 · 1960 · 1961 · 1962 · 1963 · 1964 · 1965 · 1966 · 1967 · 1968 · 1969 · 1970 · 1971 · 1972 · 1973 · 1974 · 1975 · 1976 · 1977 · 1978 · 1979 · 1980 · 1981 · 1982 · 1983 · 1984 · 1985 · 1986 · 1987 · 1988 · 1989 · 1990 · 1991 · 1992 · 1993 · 1994 · 1995 · 1996 · 1997 · 1998 · 1999 · 2000 · 2001 · 2002 · 2003 · 2004 · 2005 · 2006 · 2007 · 2008 · 2009 · 2010 · 2011 · 2012 · 2013 · 2014 · 2015 · 2016 · 2017 · 2018 · 2019 · 2020 · 2021 · 2022 · 2023 · 2024